# Garlitos
Garlitos település Spanyolországban, Badajoz tartományban. Garlitos Siruela, Baterno, Chillón, Capilla és Risco községekkel határos. Lakosainak száma 530 fő (2024).

## Népesség
A település népessége az utóbbi években az alábbiak szerint változott:
| Lakosok száma | 783  | 736  | 710  | 681  | 642  | 631  | 631  | 587  | 554  | 530  |
|               | 2001 | 2004 | 2006 | 2009 | 2011 | 2014 | 2016 | 2019 | 2021 | 2024 |